# Ndroq
Ndroq là một đô thị trong quận Tirana thuộc hạt Tirana, Albania. Dân số năm 2005 là 7124 người.